# هوختاونوسكرايس
الهوكتاونوسكرايس (بالألمانية: Hochtaunuskreis) هي قضاء تقع في وسط ولاية هيسن, ألمانيا و هي جزء من التجمع الحضري فرانكفورت راين ماين
Rhein-Main-Gebiet 